# Cieza (Cantàbria)
Cieza és un municipi de la comunitat autònoma de Cantàbria. Limita al nord amb Mazcuerras i Los Corrales de Buelna, a l'oest amb Ruente i al sud-est amb Arenas de Iguña. Està situat a la comarca del Besaya, a la part oriental de la Reserva Nacional de Cacera del Saja.
La proximitat als centres industrials de Torrelavega i Los Corrals, així com la situació en la principal via de comunicació amb Castella i Lleó van fer que la gent de Cieza aviat abandonés, o almenys compartís, les activitats agropecuàries i es dediqués a treballar en les fàbriques d'aquestes localitats. A pesar d'aquesta situació, la població local està sofrint una regressió a causa de l'emigració i a l'envelliment. És per això que s'estiguin portant a terme algunes iniciatives per a recuperar l'economia de la zona basant-se en l'activitat turística rural, entre d'altres. És de destacar que s'espera en la vall que la construcció de l'Autovia de la Meseta contribueixi també a recuperar efectius tant econòmics com poblacionals, a més de la mateixa millora de la comunicació. Entre el patrimoni històric que alberga Cieza destaca la calçada romana que en temps de l'antiga Roma connectava Pisoraca (Herrera de Pisuerga, Palència) amb Portus Blendium (Suances, Cantàbria) i usat durant anys com pas entre les valls de Buelna i Cieza. De l'edat de ferro prové el castro del Cueto de l'Aigua.

## Localitats
- Collado, 111 hab.
- Villasuso de Cieza, 237 hab.
- Villayuso de Cieza (Capital), 312 hab.

## Demografia
| 1900  | 1910  | 1920  | 1930  | 1940  | 1950  | 1960  | 1970  | 1980 | 1990 | 2000 | 2005 |
| ----- | ----- | ----- | ----- | ----- | ----- | ----- | ----- | ---- | ---- | ---- | ---- |
| 1.002 | 1.050 | 1.058 | 1.221 | 1.220 | 1.224 | 1.264 | 1.084 | 893  | 825  | 682  | 664  |

Font: INE

## Administració
| Eleccions municipals, 25 de maig de 2003 |      |        |          |
| Partit                                   | Vots | %      | Regidors |
| PP                                       | 267  | 48,63% | 4        |
| PSOE                                     | 165  | 30,05% | 2        |
| PRC                                      | 112  | 20,40% | 1        |

| Eleccions municipals, 27 de maig de 2007 |      |        |          |
| Partit                                   | Vots | %      | Regidors |
| PP                                       | 251  | 48,18% | 4        |
| PSOE                                     | 162  | 31,09% | 2        |
| PRC                                      | 107  | 20,54% | 1        |